# Ятченко, Юлий Николаевич
Юлий Николаевич Ятченко (12 июля 1928, Репки — 22 марта 2020, Киев) — советский и украинский художник, народный художник Украины, профессор, участник десятка персональных выставок. Член Национального союза художников Украины (с 1954). Народный художник Украины (2010).

## Биография
Родился в семье писателей в деревне Репки, где окончил школу.
В 1953 году окончил Киевский художественный институт, учителями были М. Шаронов и С. Григорьев.
С 1963 года поступил на работу в Альма-матер на кафедру рисунка.
В 1979 году получил звание профессора.
16 апреля 2013 в Национальной академии изобразительного искусства и архитектуры прошла юбилейная выставка «Через века», на которой были показаны работы Ю. М. Ятченко.
Работы художника экспонируются в музеях Киева, Донецка, Запорожья, Чернигова, Харькова, а также хранятся в частных собраниях.
Умер на 92-м году жизни 22 марта 2020 года. Был кремирован, прах похоронен в колумбарии Байкового кладбища рядом с прахом жены.

## Жанр
Работал в области станковой живописи: «На далекой окраине», «Монах Семен Палий …», «Земледельцы» и др. Тематика работ посвящена различным событиям истории и имеет широкую тематическую палитру — это историческая эпоха Киевской Руси («Князь Ярослав Мудрый», «Князь Владимир», «Князь Игорь в Киеве», «Побег князя Игоря из плена», «Княгиня Ярославна»), вторая Мировая война («Он ещё не стрелял»), портреты («Дмитрий Розенфельд», «Портрет жены», «Машенька»), пейзажные полотна («На Печерске»), натюрморты («Крестьянский натюрморт») и др.

## Публикации
- Ятченко Ю. М. Київська школа рисунка /Ю. М. Ятченко// Українська академія мистецтв. Дослідницькі та наукові праці. — К., 1998.
- Ятченко Ю. М. Значення рисунка в системі «художньої» освіти // Українська академія мистецтва. — Вип. 1. — К., 1999. — С. 27.
- Ятченко Ю. М. Мистецтво рисунка / Ю. М. Ятченко. — К: НАУ, 2005. — 60 с.